# Jean van Gool
Jean Charles Antoine Van Gool (28. januar 1931 - 13. juli 1986) var en fransk fodboldspiller (målmand). Han tilbragte hele sin karriere hos Lille OSC i sin fødeby, og vandt pokalturneringen Coupe de France med klubben i 1955.

## Titler
Coupe de France
- 1955 med Lille OSC